# 上卡巴列羅
上卡巴列羅（西班牙語：Alto Caballero），是巴拿馬的城鎮，位於該國西北部，由恩戈貝-布格雷特區的穆納區負責管轄，面積31.8平方公里，2010年人口3,854，人口密度每平方公里121.2人。